# 2. listopada
2. listopada (2. 10.) 275. je dan godine po gregorijanskom kalendaru (276. u prijestupnoj godini).
Do kraja godine ima još 90 dana.

## Događaji
- 1889. – Ministar vanjskih poslova SAD James G. Blaine otvorio je u Washingtonu prvu panameričku konferenciju na kojoj je donesena odluka o osnivanju Ureda međunarodne unije američkih republika sa sjedištem u tom gradu. SAD su tako postigle svoj cilj - šifrenje političkog i privrednog utjecaja u Latinskoj Americi.
- 1897. – U Zagrebu je praizvedena opera "Porin" Vatroslava Lisinskog.
- 1928. – Sveti Josemaría Escrivá osnovao je u Madridu katolički pokret Opus Dei.
- 1943. – Planirana deportacija 8000 danskih Židova nije uspjela jer su pripadnici danskog pokreta otpora većinu zemljaka odveli na sigurno u Švedsku.
- 1957. – Na zasjedanju Glavne skupštine UN u New Yorku poljski ministar vanjskih poslova Adam Rapacki izložio je plan za Europu bez atomskog oružja.
- 1986. – Počele su sankcije SAD protiv apartheida u Južnoj Africi.
- 1991. – Utemeljena 125. brigada HV, Novska.
- 1991. – Utemeljena 126. brigada HV, Sinj.
- 1991. – Utemeljena 150. brigada HV, Zagreb – Črnomerec.

| - 1616. – Andreas Gryphius, njemački književnik († 1664.) - 1847. – Paul von Hindenburg, njemački general i državnik († 1934.) - 1869. – Mahatma Gandhi, indijski političar i mirotvorac († 1948.) - 1904. – Graham Greene, engleski književnik († 1991.) - 1905. – Franjo Šeper, hrvatski kardinal († 1981.) - 1913. – Viktor Vida, hrvatski književnik († 1960.) - 1914. – Tone Kujundžić, hrvatska pjesnikinja († 1996.) - 1939. – Mirjana Bohanec-Vidović, hrvatska sopranistica, glumica i diplomatkinja - 1951. – Sting, engleski glazbenik - 1968. – Jana Novotna, češka tenisačica - 1974. – Goran Malus, hrvatski glumac - 1979. – Antonija Blaće, hrvatska televizijska voditeljica - 1980. – Goran Bogdan, bosanskohercegovački glumac | - 1910. – Marcel Duchamp, francuski slikar (* 1887.) - 1920. – Max Bruch, njemački skladatelj (* 1838.) - 1944. – Vlaho Paljetak, hrvatski skladatelj i šansonijer (* 1893.) - 1973. – Paavo Nurmi, finski atletičar (* 1897.) - 1991. – Petar Kačić, hrvatski vojni zapovjednik u Domovinskom ratu (bitka za Vukovar) - 2007. – Šime Đodan, hrvatski političar (* 1927.) - 2013. – Nevenka Košutić Brozović, hrvatska povjesničarka književnosti (* 1929.) |

## Blagdani i spomendani
- Dan grada Hvara